# Ốc ngòi bút
Ốc ngòi bút (Danh pháp khoa học: Tibia) là một chi ốc trong họ Rostellariidae.

## Các loài
- Tibia bidigitata (Newton, 1922)
- †Tibia butaciana (K. Martin, 1899)
- Tibia curta (G. B. Sowerby II, 1842) -Nam Ấn Độ
- †Tibia dentata (Grateloup, 1827)
- Tibia fusus (Linnaeus, 1758) - Philippines
- †Tibia indica Dey, 1962
- Tibia insulaechorab Röding, 1798  - Hồng Hải
- †Tibia katoi Noda & R. Watanabe, 1996
- Tibia melanocheilus (A. Adams, 1855) - Philippines; Brunei
- †Tibia verbeeki (K. Martin, 1899)

Đồng nghĩa
- Tibia delicatula Nevill, 1881 syn.  Rostellariella delicatula (G. Nevill, 1881)
- Tibia deliculata syn.  Rostellariella delicatula (G. Nevill, 1881)
- Tibia indiarum Röding, 1798 syn.  Tibia fusus (Linnaeus, 1758)
- Tibia laurenti Duchamps, 1992 syn.  Rimellopsis powisii (Petit de la Saussaye, 1840)
- Tibia luteostoma Angas, 1878 syn.  Tibia insulaechorab Röding, 1798
- Tibia martinii Marrat, 1877 syn.  Rostellariella martinii (Marrat, 1877)
- Tibia powisii (Petit de la Saussaye, 1840) syn.  Rimellopsis powisii (Petit de la Saussaye, 1840)
- Tibia serrata (Perry, 1811) syn.  Tibia curta (G. B. Sowerby II, 1842)

## Gallery

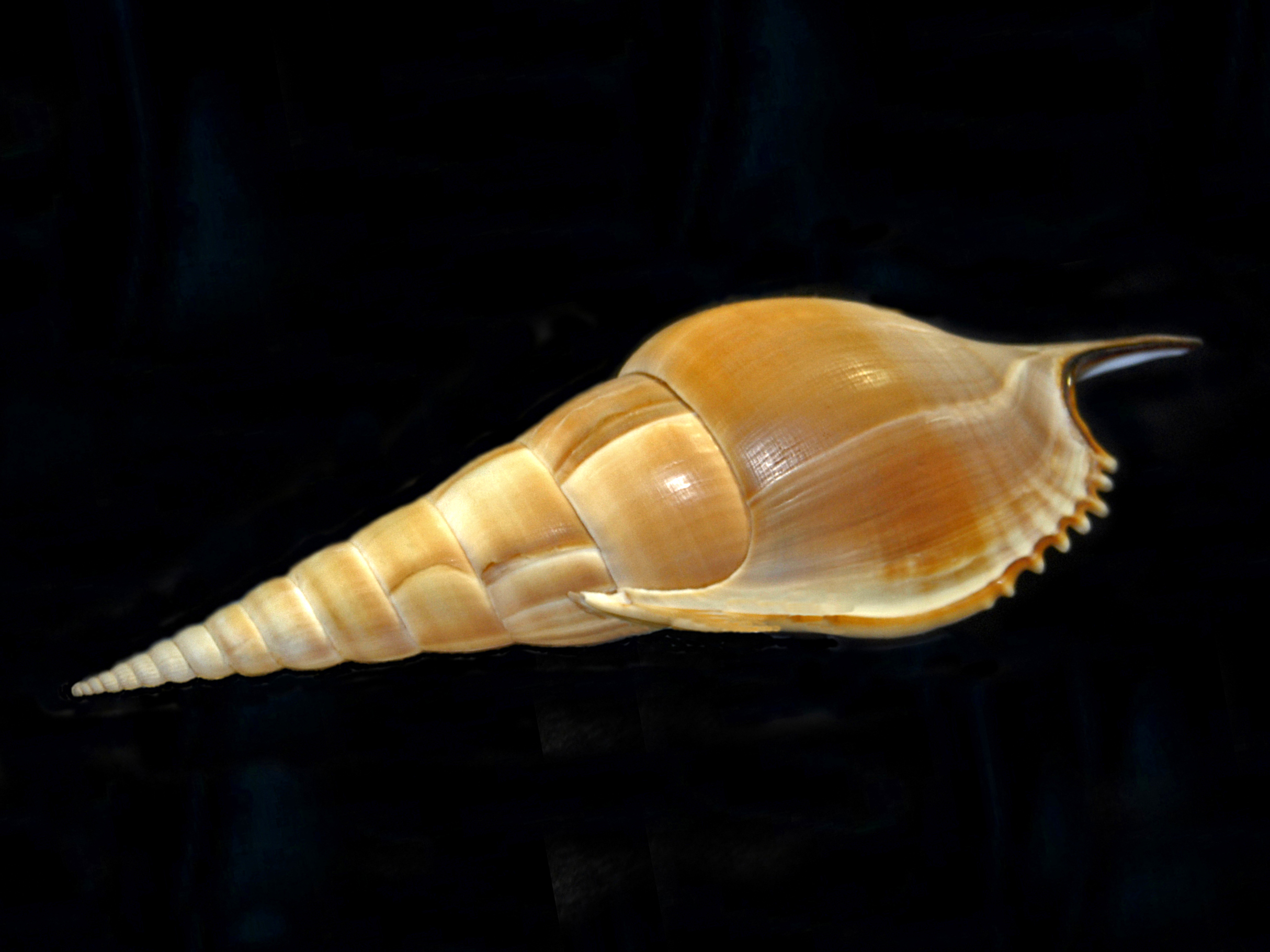
Tibia insulaechorab
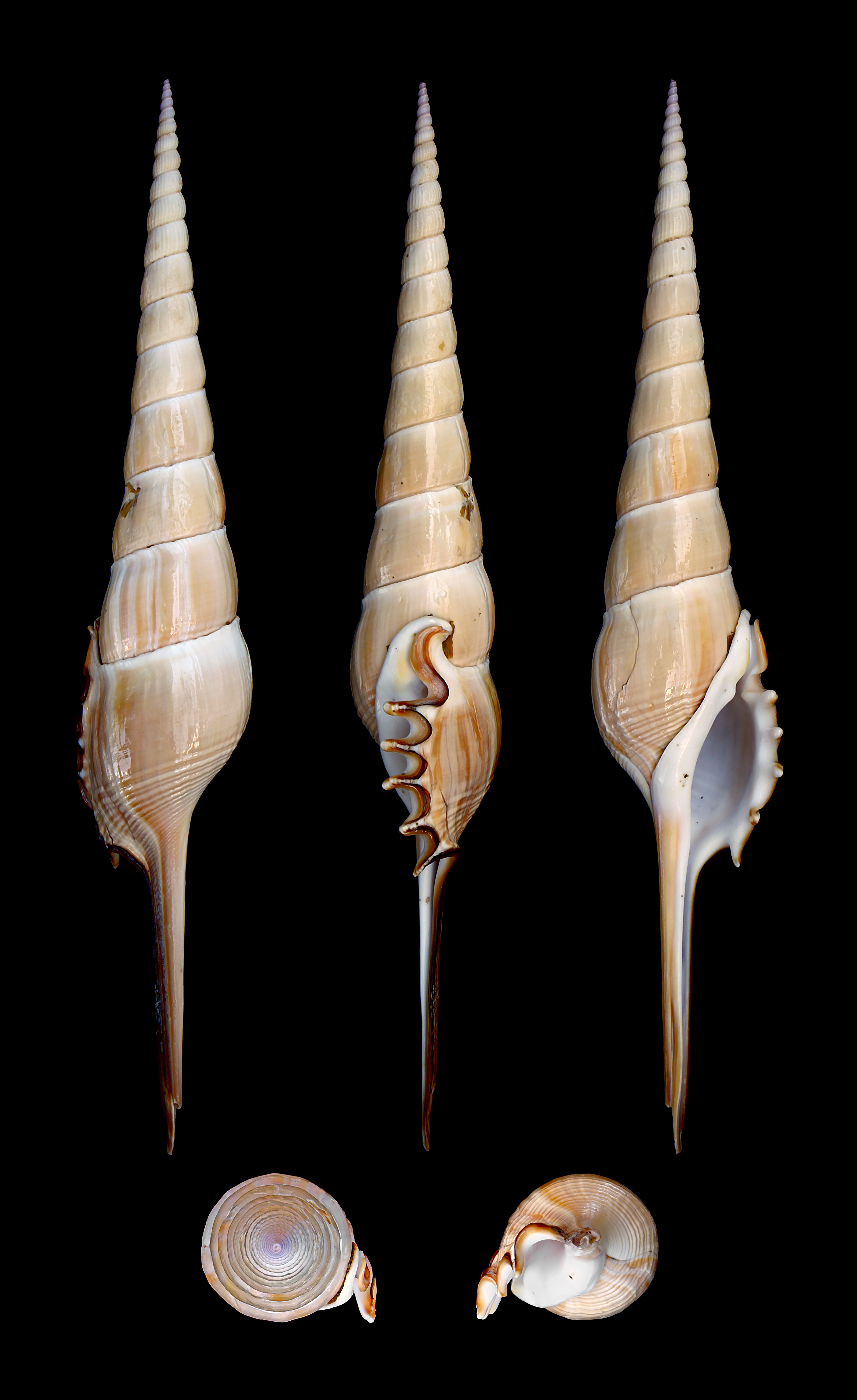
Tibia fusus
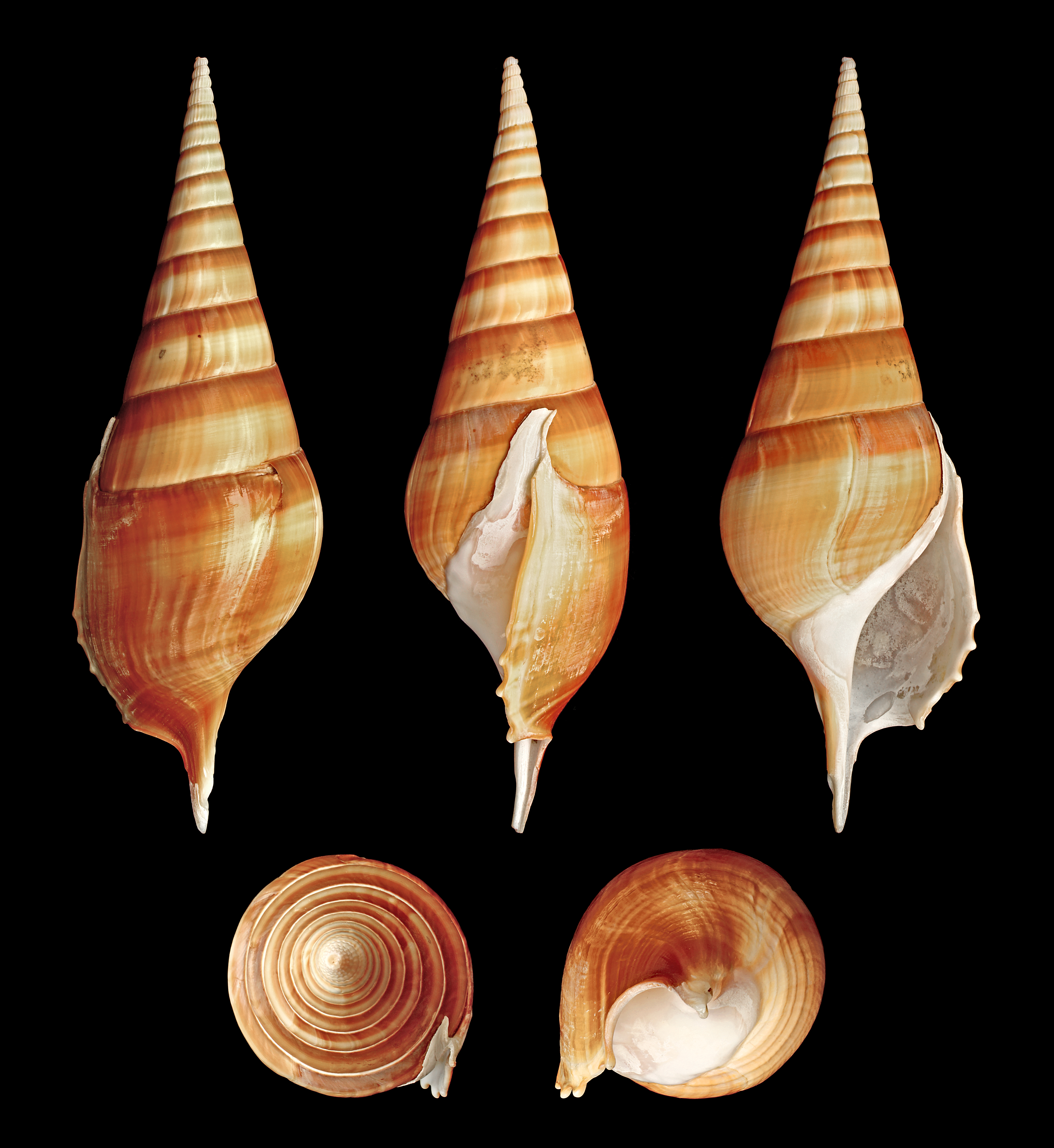
Tibia curta
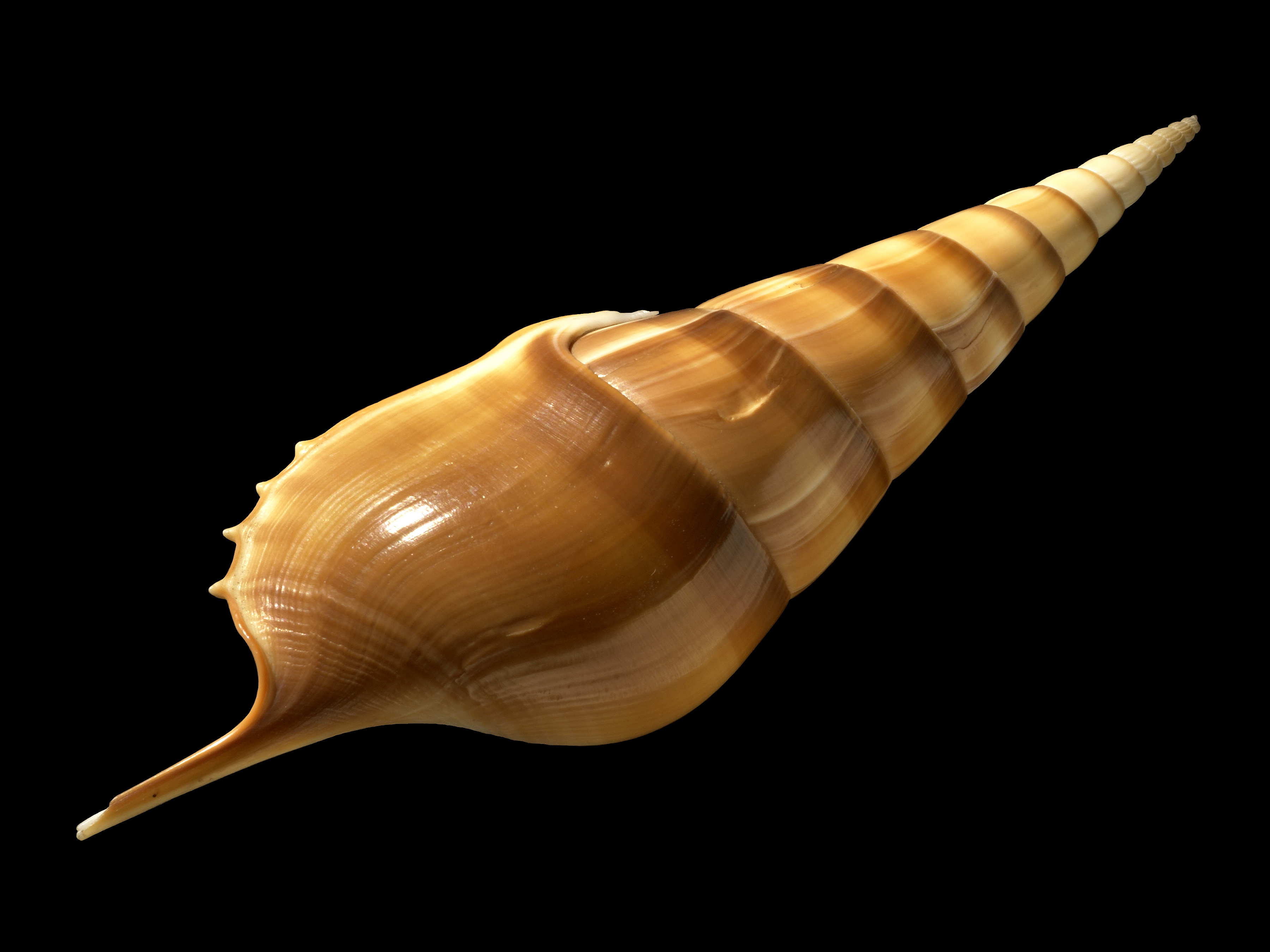
Tibia curta